# 王忠孝
王忠孝（1593年7月21日—1666年5月31日），字长儒，号愧两，福建惠安南埔乡沙格村（今惠安泉港区南埔镇沙格村）人，明末政治人物。

## 生平

### 明朝、南明時期
王忠孝生于明万历二十一年六月廿三日（1593年7月21日）。天啓七年（1627年）舉丁卯科福建鄉試，崇祯元年（1628年）中进士，并授户部主事，由於個性耿介，以及任官盡職、不徇私包庇的關係，所以得罪宦官鄧希詔，先後兩次遭構陷，入獄長達28月。
崇禎十七年（1644年）甲申之變後，王忠孝投入福王朱由崧（後來的弘光帝）幕下為反清而努力。
南明弘光帝授之為绍兴府知府，擢副都御史，王忠孝推辞不受。隆武帝朱聿键授王忠孝兵部左侍郎，后辞。永曆帝授之为兵部右侍郎兼太常寺卿，再次辞而不受。

### 明郑時期
鄭成功起兵後，王忠孝投奔郑氏集团，後王忠孝在廈門幫助鄭成功之子鄭經。永曆十八年（1664年）四月，王忠孝隨鄭經到東寧（今臺灣臺南），宿陳永華舊寓。永曆十九年（1665年）冬末，生病。永曆二十年四月廿八日（1666年5月31日），在東寧病逝，享年74歲。後歸葬故里惠北松亭。

## 著作
王忠孝著有《四居录》、《孝经解》、《易经测略》、《四书语录》及诗集、文集等。后人辑有《王忠孝全集》12卷。目前可見王忠孝作品，最齊全者為臺灣省文獻會於1994年排印出版的《惠安王忠孝公全集》。